# Grindr
Grindr (/ˈɡraɪndər/) és una xarxa geosocial en format d'aplicació de mòbil enfocada cap a homes gais i bisexuals i persones trans, dissenyada per ajudar-los a conèixer altres homes i persones trans en la seva àrea. Està disponible tant en iOS com en  Android des de l'App Store i Google Play. Grindr consta d'una versió gratuïta i una de pagament en format de subscripció, anomenada Grindr Xtra.
L'aplicació fa servir la geolocalització i permet als usuaris descobrir els perfils propers. La interfície general d'usuari consta d'una graella que mostra les fotografies dels perfils, ordenats de menor a major distància de l'usuari. En clicar una de les fotografies, es mostra el perfil d'aquell usuari, com també l'opció per establir una conversa, enviar imatges, i la compartir la pròpia ubicació de manera precisa.
Grindr va ser la primera aplicació geosocial gai que es va llançar a l'iTunes App Store i des de llavors ha esdevingut l'aplicació per a mòbils gai més popular i amb la major comunitat del món. Actualment està disponible en 196 països.

## Funcionament
La interfície del programa consisteix en un mosaic quadriculat de fotografies que ocupa la pantalla. Cada foto representa el perfil d'un home i estan ordenades segons la proximitat de la seva ubicació al moment. El perfil es crea accionant un botó de perfil que permet a l'usuari inserir ràpidament un pseudònim, una breu descripció, una sola fotografia de presentació i algunes dades personals bàsiques. Aquesta informació es mostra quan un usuari toca la miniatura de la foto que apareix a la graella incial. En aquell moment, la fotografia s'amplia i el perfil ocupa tota la pantalla, de manera que es mostren les dades de l'usuari i el seu estat de connexió. Des de la mateixa pantalla es pot optar per iniciar una conversa amb l'usuari, seleccionar-lo com a favorit o bloquejar-lo perquè l'aplicació no torni a mostrar aquest perfil. La pantalla de xat inclou la possibilitat d'enviar fotografies o la ubicació actual.
No es permeten fotos de nuus com a presentació de perfil. Això és degut al fet que Apple imposa als desenvolupadors d'aplicacions de iOS la distribució de material considerat pornogràfic.

## Història
Grindr va ser llançat el 25 de març de 2009 per Proper Buddy Visor, LLC. Inicialment van començar a circular comentaris prudents però positius per la blogosfera gai a pàgines com  Queerty i Joe My God. Encara que va néixer als Estats Units, l'app va guanyar popularitat mundial gràcies al boca-orella i mitjans de comunicació diversos. El 18 de juny de 2012, Grindr va anunciar que havia arribat als 4 milions d'usuaris en 192 països arreu del món. A principis de 2018 arriba a 196 països i té 3.6 milions d'usuaris en línia diàriament. Més enllà dels EUA i Austràlia, el fundador Joel Simkhai ha informat d'activitat en països com l'Iran, l'Iraq i el Kazakhstan. El juliol de 2016, els Estats Units van aconseguir el major nombre d'usuaris amb 4,258,056, mentre que el 2015 Londres va coronar la llista de ciutats amb 698,252.
El gener de 2011, Grindr va guanyar el premi per "Millor aplicació de cites per a mòbil" als iDate Awards 2011. Grindr va anunciar el març de 2011 que estava desenvolupant una versió heterosexual anomenada temporalment Project Amicus. El 8 de setembre de 2011, Grindr va llançar Blendr, una aplicació similar per a persones de totes les orientacions sexuals, amb noves característiques que pretenien promoure amistats no sexuals.
El gener de 2012, Grindr va anunciar que era el guanyador del premi a "Millor aplicació de localització" dels TechCrunch's 2011 a la Cinquena Cerimònia Anual dels Crunchies Awards a San Francisco al Davies Symphony Hall Per altra banda, Grindr va ser nomenat el guanyador dels 2012 iDate Awards en dues de les 12 categories per a "Millor aplicació de cites per a mòbil" i "Millor nova tecnologia" a la novena edició de la Dating Industry & Internet Dating Conference a Miami. L'abril de 2012, Grindr va anunciar que els lectors de About.com havien triat Grindr com la "Millor app de cites" als 2012 About.com Readers' Choice Awards, amb el 74 per cent dels lectors que van escollir Grindr per damunt de Are You Interested, SKOUT, Tagged, Tingle and Zoosk.
L'agost de 2013, Grindr va llençar una versió actualitzada de l'aplicació que obligava als usuaris a registrar-se un compte. Els responsables van declarar que aquesta acció volia reduir el contingut brossa i millorar la portabilitat. La nova versió s'adaptava a la pantalla de l'iPhone 5, de manera que els usuaris dels nous dispositius iOS, com l'iPhone 5, ja no veiessin barres negres a sobre i a sota de la pantalla quan utilitzaven l'aplicació.
El 30 de setembre de 2013, Grindr va publicar la versió 2.0 per a iOS i Android. La interfície d'usuari va ser redissenyada i portava millores d'estabilitat, una nova característica de desplaçament (scrolling) infinit, imatges de la graella més grans i una safata de xat unificada. Grindr també va introduir un filtre anomenat Grindr Tribes, que permet als usuaris identificar-se per una de les diverses tribus dins del món gai i cercar, alhora, el seu tipus d'home. Les Grindr Tribes inclouen, en la seva nomenclatura en anglès: Bear, Clean-cut, Daddy, Discreet, Geek, Jock, Leather, Otter, Poz, Rugged, Trans and Twink. A part de les Tribes, els usuaris poden filtrar per edat i "buscant... ".
El 25 de març de 2014 pel cinquè aniversari de Grindr, l'aplicació havia aconseguit més de 10 milions de descàrregues i més de 5 milions d'usuaris actius mensuals arreu del món. El gener de 2016 Grindr va anunciar que havia vengut un 60% de participació de l'empresa a una empresa de videojocs xinesa, Pequín Kunlun Tech, per 93$ milions.
Grindr va assolir 27 milions d'usuaris el 2017.
Per tal de lluitar contra la difusió del VIH, Grindr va anunciar el març 2018 la introducció d'una nova funció que, en cas d'activar-se, envia un recordatori cada tres a sis mesos per a fer-se la prova del VIH. També ofereix la localització del local més proper per a la prova.
L'agost de 2018, l'empresa va decidir fer pública aquesta característica després de rebre l'aprovació l'empresa xinesa mare "Kunlun Grup".

## Grindr per a la igualtat
El 2012, els operadors de Grindr van utilitzar el servei per distribuir "Grindr per a la Igualtat," informació geo-orientada sobre campanyes polítiques i la visió dels candidats en temes relacionats amb el col·lectiu LGTBI.

## Controvèrsia i crítica

### Problemes tècnics i de vulnerabilitat del programari
La versió d'Android de Grindr té un número substancial de crítiques negatives derivades d'errors no resolts, però ha augmentat a un 3.5 l'índex d'estrelles. L'agost de 2013, Grindr va llançar una actualització que obligava als usuaris a verificar els seus comptes mitjançant una adreça de correu electrònic vàlida i creant una contrasenya.
El gener de 2012, una vulnerabilitat de programari va exposar potencialment els detalls personals de centenars de milers d'usuaris. Grindr va emprendre accions legals en conseqüència i va efectuar canvis de programari per bloquejar la pàgina responsable de la filtració. Aquest lloc web va afectar un nombre petit d'usuaris, principalment australians, i roman tancat avui dia.

### Triangulació potencial
L'agost de 2014, es va denunciar que les mesures relatives de distància de Grindr podien facilitar la triangulació dels usuaris i, per tant, mostrar la ubicació exacta d'individus. Es va dur a terme una prova per demostrar aquest concepte i es van poder realitzar més de 2 milions de deteccions en uns quants dies. Un client no autoritzat permet a qualsevol usuari registrat trobar la ubicació exacta d'un altre usuari. A causa de les protestes públiques de la comunitat LGTBI i els informes que la policia egípcia utilitzava Grindr per "caçar" persones homosexuals, Grindr va respondre desactivant la visualització de la distància a nivell global. El 10 de maig de 2015, es va reactivar la funció de distància, amb la possibilitat encara de triangular la posició d'un individu.
El maig de 2016, un grup de científics de la Universitat de Kyoto va demostrar a Andy Greenberg a la revista Wired com encara era possible localitzar precisament a algú, inclosos els usuaris que tinguessin la funció "mostrar distància" desactivada. L'equip d'investigadors va explorar un model d'atac nou anomenat "colluding-trilateration" mitjançant el qual era possible localitzar qualsevol usuari de manera fàcil, barata i sense fer servir cap tècnica de hacking. El model d'atac no només funcionava amb Grindr però també amb Jack'd i "«Hornet»."., o qualsevol servei basat en localització que mostri fotos d'usuaris propers per ordre de proximitat.

### Discurs ofensiu
Grindr ha estat criticada per no prendre suficients mesures per impedir la propagació de missatges ofensius, racistes i homofòbics per part d'alguns usuaris. El 2014, el creador de l'aplicació Joel Simkhai va contestar al diari israelià Haaretz sobre el tema del llenguatge ofensiu i racista a Grindr que "no li agradava però que tampoc era un professor de primària" i que "no era la seva feina fer de policia".

### Problemes en la privacitat
L'abril de 2018, l'organització sense ànim de lucre noruega SINTEF va informar que els paquets de dades que Grindr cedia a tercers podien contenir l'estat de VIH dels usuaris. Aquest fet ha generat polèmica al voltant de Grindr a tot el món.

## Censura
L'apliació està bloquejada en la seva totalitat o parcialment a Turquia, l'Iran, l'Aràbia Saudita i Indonèsia; i ha estat utilitzada per les autoritats d'Egipte per rastrejar i arrestar homes gais.

## Venda de drogues
Grindr també ha estat objecte de polèmica pel fet que s'han trobat traficants de drogues oferint els seus productes a l'aplicació. Es poden trobar perfils on es ven marihuana, cocaïna, metamfetamines, GHB, i moltes més. L'app disposa de filtres per rastrejar aquestes paraules, però són fàcilment salvables a causa de l'argot utilitzat o les emoticones.